# Muiriantha hassellii
Muiriantha hassellii là một loài thực vật có hoa trong họ Cửu lý hương. Loài này được (F. Muell.) C.A. Gardner mô tả khoa học đầu tiên năm 1942.